# Alberico da Settefrati
Alberico da Settefrati (Settefrati, 1100 – Montecassino, ...) è stato un monaco cristiano italiano, operante nell'Abbazia di Montecassino, ed autore di una visione in cui narra il suo viaggio nell'oltretomba.

## Biografia
Come racconta Pietro Diacono nel Chronicon Casinense, nacque da famiglia nobile nel castello di Settefrati, nella Valle di Comino, attorno al 1100. All'età di 10 anni era rimasto privo di coscienza per nove giorni e nove notti, a causa di una malattia. In questo stato di incoscienza ebbe una visione in cui visitò l'Inferno e il Paradiso. Entrò quindi nel monastero benedettino di Monte Cassino, dove fu accolto da Gerardo (abate tra il 1111 e il 1123) e condusse una vita da monaco esemplare, caratterizzata da contrizione e umiltà. Qui raccontò la sua visione al monaco Guido che la trascrisse, apportandovi qualche ritocco e qualche aggiunta. Col passare del tempo il racconto subì diverse modifiche anche arbitrarie, cosicché lo stesso Alberico fu indotto dall'abate Senioretto (1127 – 1137) a riscrivere - con l'aiuto di Pietro Diacono- il testo che si è tramandato fino ai giorni nostri. Nel 1145 Alberico è ancora ricordato come preposto del monastero di Santa Maria, di pertinenza cassinese, con tutta probabilità situato ad Atina. Non conosciamo la data della sua morte.
Alberico da Settefrati è chiamato anche "junior" per non confonderlo con l'omonimo Alberico di Montecassino, considerato uno dei maestri della retorica medievale, nato attorno al 1030.

## LaVisione
Sollevato in aria da una colomba bianca e accompagnato da San Pietro e dai due angeli Emanuele ed Eligio, il piccolo Alberico visita dapprima le pene infernali, con crescendo di intensità che varia con l'età dei dannati e con la gravità del peccato: gli adulteri, gli infanticidi, i padroni ingiusti verso i loro sottoposti, gli omicidi, i vescovi che hanno tollerato preti spergiuri e adulteri sono immersi in un luogo ardente di fuoco. Nel cuore dell'Inferno c'è un enorme drago incatenato, che inghiotte con la bocca di fuoco moltitudini di anime: qui si trovano Giuda Iscariota, Anna, Caifa ed Erode. In altri luoghi infernali sono puniti gli ecclesiastici che hanno abbandonato il loro abito e i falsi testimoni. Dopo essere caduto nel pozzo dell'inferno, con l'intervento di San Pietro raggiunge un campo profumato di gigli e rose, dove le anime godono in letizia del refrigerium. In mezzo al campo c'è il Paradiso vero e proprio, dove le anime entreranno dopo il giudizio universale. Ma gli angeli e i santi vi sono già ammessi: tra di essi un posto preminente spetta a San Benedetto da Norcia. Nella Visione non è presente in modo chiaro il Purgatorio: vi si parla di un ponte su un fiume "purgatorio" dove le anime riescono a passare se sono leggere, perché cariche di pochi peccati.
In passato la Visione è stata considerata una fonte diretta della Divina Commedia di Dante Alighieri. Anche se oggi questa affermazione è notevolmente ridimensionata dagli studiosi, resta indubbio che l'opera di Alberico si colloca autorevolmente nel genere letterario dei viaggi nell'oltretomba e se ne sottolinea il contributo sia alla preparazione del materiale culturale che preparò la Commedia", sia alla formazione della credenza del Purgatorio.

## Fonti
Per la biografia di Alberico, Chronicon Casinense lib. IV, c.66, in "Monumenta Germaniae Historica. Scriptores", VII, 1846, p. 793-795 e Petri Diaconi De viris illustribus Casinensibus, in "Patrologia Latina", v. 173.
La Visione è contenuta nel Codice Cassinese 257, di cui esiste una copia nella Biblioteca universitaria Alessandrina di Roma; fu pubblicata da C. De Vivo, La Visione di Alberico, Ariano 1899. Ma una più corretta edizione del testo è stata curata da padre Mauro Inguanez OSB in "Miscellanea Cassinese" I (1932), p. 83-103, con un'ampia introduzione (La Visione di Alberico) di padre Antonio Mirra OSB, ibid. p. 33-82.